# Dese
Cet article concerne un fleuve d'Italie. Pour la ville éthiopienne, voir Dessie. Pour le doctorat de littérature, voir Doctorat d'études supérieures européennes. Pour l'ancien diplôme du CNAM, voir Diplôme d'études supérieures économiques.
Le Dese (Deze en vénitien) est un fleuve de résurgence de Vénétie centrale, en Italie du Nord.

## Géographie
Le fleuve naît entre Resana et Castelfranco Veneto et traverse les provinces de Trévise, Padoue et Venise. Il se jette dans la mer Adriatique sur trois embouchures de la lagune de Venise, juste après la confluence du Marzenego, de l’Osellino et du Zero.

## Histoire
La première mention du Dese remonte à 454. Il servit ensuite de confins entre la république de Venise et le Saint-Empire romain germanique. Son importance se fit sentir pendant la domination de la Sérénissime qui modifia son cours et institua le Consortium Dese, aujourd’hui appelé le « Consortium de bonification Dese-Sile ».

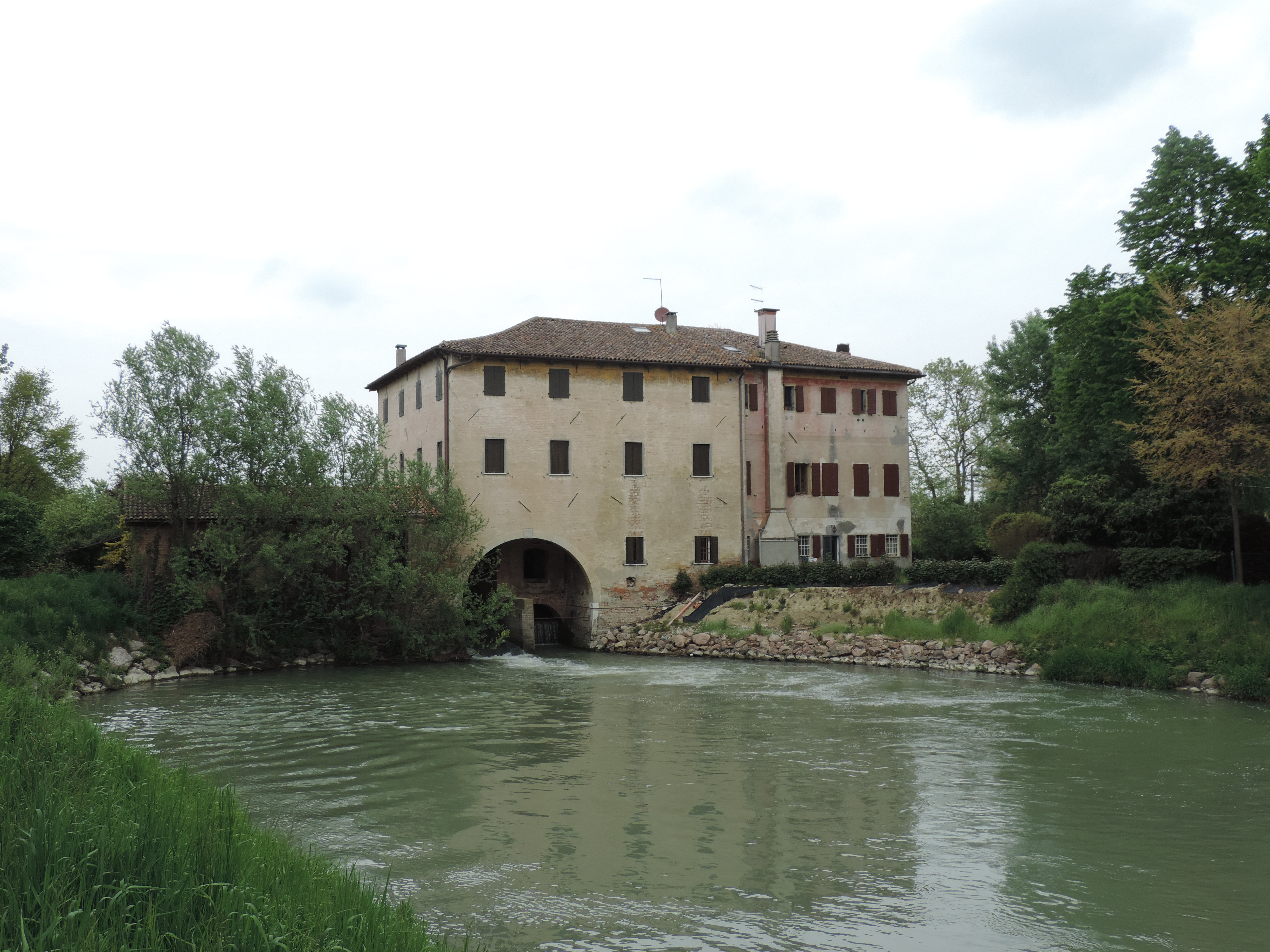
Moulin sur le Dese.